# Tom Bennett
Pour les articles homonymes, voir Bennett.
Tom Bennett est un acteur britannique né à Croydon en Angleterre.

## Filmographie

### Cinéma
- 2008 : Blessed : Jake
- 2009 : Breathe : Marty
- 2012 : Shadow Dancer : Watcher 2
- 2016 : Love and Friendship : Sir James Martin
- 2016 : David Brent: Life on the Road : Nigel Martin
- 2016 : Mascots : Owen Golly, Jr.
- 2018 : Patrick : Ben
- 2019 : Rocketman : Fred

### Télévision
- 2003-2006 : Foyle's War : Ben Barrett et Matthew Farley (2 épisodes)
- 2004 : Red Cap : Police militaire : Simon Barham (1 épisode)
- 2004 : La Pire Semaine de ma vie : Bell Boy (1 épisode)
- 2004 : Murder Prevention : Paul Cullen (2 épisodes)
- 2006 : Inspecteur Barnaby : Rob Pride (1 épisode)
- 2006 : EastEnders : Steve Clarke (5 épisodes)
- 2006 : Ultimate Force : Millar (1 épisode)
- 2007 : The Bill : Ryan Chambers (1 épisode)
- 2008 : Love Soup : Rik (1 épisode)
- 2008-2014 : Doctors : Max Porter, Tony Depp et M. Robbin (3 épisodes)
- 2009-2013 : PhoneShop : Christopher (19 épisodes)
- 2010 : Affaires non classées : Andy Salch (2 épisodes)
- 2012 : Maîtres et Valets : Tommy Soaper (1 épisode)
- 2013 : Family Tree : Pete Stupples (8 épisodes)
- 2014 : Save the Date : Roger
- 2017 : Drunk History : Eric Liddell et Dick Collins (2 épisodes)
- 2018 : A.P. Bio : Miles (6 épisodes)
- 2018 : No Offence : Charma Sedaka (1 épisode)
- 2018-2019 : Lee and Dean : Jason (3 épisodes)
- 2019 : Résistance : Mark Sturgis (4 épisodes)
- 2019 : Rebellion : Mark Sturgis (1 épisode)
- 2020 : Red Dwarf : Cat Cleric (1 épisode)